# Пътешествие със сал
Пътешествие със сал е български телевизионен игрален филм от 1973 година по сценарий на Васил Райков. Режисьор е Никола Минчев, а оператор – Георги Карайорданов .
Песните във филма се изпълняват от „Щурците“. Музика: Иван Стайков.

## Актьорски състав
| В главните роли | Изпълнител           |
| --------------- | -------------------- |
|                 | Мариана Петрова      |
|                 | Христо Далевски      |
|                 | Петър Стоянов        |
|                 | Калин Стоянов        |
|                 | Бойка Пунева         |
|                 | Огнян Николов        |
|                 | Петър Гюров          |
|                 | Нина Стамова         |
|                 | Грациела Бъчварова   |
|                 | Румен Марков         |
|                 | Климент Михайлов     |
|                 | Атанас Киряков       |
|                 | Соня Василева        |
|                 | Диана Давчева        |
|                 | Димитър Йорданов     |
|                 | Петър Гецов          |
|                 | Красимира Апостолова |
|                 | Емануил Манчев       |
|                 | Борис Марков         |
|                 | Румен Дертлиев       |
|                 | Адриан Минчев        |